# جون ميجر
جون ميجر (بالإنجليزية: John Major)‏ سياسي بريطاني ولد في 29 مارس 1943 بجنوبي لندن لعائلة محدودة الدخل. تولى رئاسة الوزارة في بريطانيا من (28 نوفمبر 1990 إلى 2 مايو 1997).
ترك ميجر المدرسة في سن السادسة عشرة ليبحث عن عمل، وعمل في أحد البنوك سنة 1965، ليرتقي بسرعة في السلم الوظيفي حتى صار نائباً لمدير البنك.
وفي سنة 1968 دخل جون ميجر العمل السياسي مع حزب المحافظين ليفوز في الانتخابات المحلية، وفي سنة 1979 فاز جون ميجور بمقعد للمحافظين في البرلمان البريطاني وهي السنة نفسها التي فازت فيها مارغريت ثاتشر برئاسة الوزراء وتولى بعد ذلك العديد من المناصب الهامة مثل وزارة المالية بين العامين 1987 و1989، ووزارة الخارجية سنة 1989، حتى أصبح رئيساً للوزراء سنة 1990 واستمر حتى سنة 1997.
وتعتبر محادثات السلام مع الجيش الجمهوري الإيرلندي سنة 1993 والتي قادت إلى اتفاقية وقف إطلاق النار، سبب عودته للسلطة من جديد.

## الحياة ما بعد العمل البرلماني

### انسحاب المملكة المتحدة من الاتحاد الأوروبي (بريكست)
كان ميجور داعمًا قويًا لمعسكر البقاء في استفتاء عام 2016 على بقاء عضوية المملكة المتحدة بالاتحاد الأوروبي. أيد جون ميجور إجراء استفتاء ثانِ بشأن البريكست، مصرحًا أن حملة الانسحاب طرحت «حالةً خياليةً» خلال حملة الاستفتاء، وأضاف أن وصف الاستفتاء الثاني بأنه غير ديمقراطي كان «رأيًا غريبًا» وأنه لا يرى أي «حجة عقلانية» ضد إعادة التصويت. خشا ميجور أن تصبح المملكة المتحدة أكثر فقرًا بسبب البريكست، كما رأى أنها تعرض معاهدة سلام شمال أيرلندا للخطر.
في يوم 30 أغسطس 2019، أُعلن أن ميجور عزم الانضمام إلى إحدى القضايا التي رفعتها جينا ميلر ضد تأجيل البرلمان بواسطة رئيس الوزراء، بوريس جونسون. وفي انتخابات عام 2019 العامة، حث ميجور المصوتين على التصويت تعبويًا ضد المرشحين الداعمين لبوريس جونسون عندما أيد هؤلاء المرشحون البريكست بقوة. وقال ميجور إن البريكست «تعتبر أسوأ قرار سياسي خارجي على مدار حياته. وأنها ستؤثر على جميع النواحي تقريبًا في حياتنا خلال العديد من العقود القادمة. وأنها ستجعل دولتنا أفقر وأضعف. وستضر بحالة أغلب الفقراء. وأنها المرة الأولى التي يصل فيها الوضع لهذه الدرجة من الخطورة، خاصةً بالنسبة للشباب. ويمكن أن تسبب البريكست تفتيت مملكتنا المتحدة التاريخية». وفي أوائل عام 2020، وبعد انسحاب المملكة المتحدة رسميًا من الاتحاد الأوروبي باتفاق مبدئي، أعرب ميجور عن مخاوفه حول صفقة التجارة المستقبلية مع الاتحاد الأوروبي التي يمكن أن تصبح «مُزعزعةً».

## روابط خارجية
- جون ميجر على موقع IMDb (الإنجليزية)
- جون ميجر على موقع الموسوعة البريطانية (الإنجليزية)
- جون ميجر على موقع مونزينجر (الألمانية)
- جون ميجر على موقع ميوزك برينز (الإنجليزية)
- جون ميجر على موقع إن إن دي بي (الإنجليزية)
- جون ميجر على موقع قاعدة بيانات الفيلم (الإنجليزية)
- جون ميجر على موقع كينوبويسك (الروسية)